# USS Arleigh Burke (DDG-51)
USS Arleigh Burke (DDG-51) — первый эсминец типа «Арли Бёрк»
USS Arleigh Burke назван в честь адмирала Арли Альберта Берка (1901—1996), воевавшего на Тихом океане во время Второй мировой войны.
Корабль способен выполнять разнообразные задачи, благодаря своему мощному и сбалансированному вооружению, управляемому единой системой Иджис.
Строительство корабля велось на верфи Bath Iron Works в Бате, штат Мэн. Закладка киля корабля произошла 6 декабря 1988 года. Корабль был спущен со стапеля 16 сентября 1989 г. при участии супруги адмирала Арли Альберта Берка. Сам адмирал присутствовал на церемонии ввода корабля в состав Атлантического флота 4 июля 1991 г. в Норфолке.

## Боевая служба
До принятия корабля в строй его боевые системы испытывались в Морристауне, штат Нью-Джерси, а двигатель — в Филадельфии, штат Пенсильвания. Результаты испытаний привели к решению о серийном производстве кораблей типа Arleigh Burke.
После ввода в строй в течение 1992 г. эсминец Arleigh Burke проходил ходовые испытания и испытания боевых систем в море. После фазы эксплуатационных испытаний USS Arleigh Burke был направлен в Адриатическое море и в 1993 г. участвовал в операции Provide Promise. В течение второго боевого развёртывания корабля в 1995 г. эсминец прибыл в Средиземное море и участвовал в обеспечении воздушной безопасности Боснии и Герцеговины. В течение своего третьего морского похода в 1998 г. «Арли Бёрк» посетил Средиземное, Адриатическое, Красное и Чёрное моря, как участник многочисленных военно-морских учений с участием ВМС США. В течение четвёртого дальнего похода корабля в 2000—2001 гг. USS Arleigh Burke нёс службу в Средиземном и Красном морях и в Персидском заливе, обеспечивая исполнение санкций ООН против Ирака и проводя совместные военно-морские учения с партнёрами США в военно-стратегической сфере.
Во время своего пятого развертывания в 2003 г. эсминец «Арли Бёрк» вместе с другими кораблями авианосной ударной группы, сформированной вокруг авианосца «Теодор Рузвельт», участвовал в операции «Несокрушимая свобода». В течение этого боевого похода эсминец наносил удары по целям в Ираке с помощью крылатых ракет «Томагавк», сопровождал торговые и вспомогательные военные суда, а также боролся с пиратством в Аденском заливе. Этот поход длился с января по июнь 2003 г., и эсминец «Арли Бёрк» по ходу его провёл в море почти 93 процента времени.
В настоящее время корабль входит в состав 2-й эскадры эсминцев и входит в состав авианосной ударной группы авианосца «Теодор Рузвельт». В октябре 2007 судно было привлечено к антипиратским операциям в Сомали.